# Enrique Pérez (zapaśnik)
Enrique Josué Pérez Castellanos (ur. 1998) – gwatemalski zapaśnik walczący w stylu wolnym. Zajął 30. miejsce na mistrzostwach świata w 2022. Brązowy medalista mistrzostw panamerykańskich w 2021; zawodów kadetów w 2015 i juniorów w 2018 roku.